# Бранденбург-800
800-й полк особливого призначення(з 1943 — дивізія) «Бранденбург» — спеціальний підрозділ німецьких збройних сил, створений в 1940 на основі батальйону особливого призначення за ініціативою гауптмана Теодора фон Гіппеля, за активної участі керівника Абверу адмірала Вільгельма Канаріса. З 13 квітня по 15 вересня 1944 — командиром дивізії «Бранденбург» був генерал Фріц Кюльвайн.
Свою назву підрозділ отримав за місцем дислокації — Бранденбурга, прусського регіону Німеччини, що межує з Берліном на сході та півночі. На завершальному етапі Другої світової війни, навесні 1945 «Бранденбург» увійшов до складу корпусу вермахту «Велика Німеччина».
Спецгрупи підрозділу дуже ефективно відпрацювали в ключових етапах практично всіх великих операцій Вермахту.

## Ідея спецсил
«Батько» диверсійного підрозділу фон Хіппель у роки Першої світової війни воював у складі африканського контингенту Рейхсверу під командуванням генерала Пауля фон Леттов-Форбека, де нечисленні мобільні сили німецької сторони в умовах виснажливого вологого тропічного малярійного клімату при мізерному постачанні успішно протистояли великому угрупованню колоніальних військ Британської імперії.
Це вдавалося багато в чому завдяки застосуванню генералом новаторського і ніяк не описуваного німецьким генштабом способу ведення війни. Замість захисту по суті приреченого позиційного фронту завідомо слабшими силами, ті ж сили набагато більш ефективно завдавали непередбачуваних і нищівних ударів по інертних і розпорошених угрупованнях британців і розчинялися в джунглях. По суті, німецькі частини використовували тактику партизанської війни. Леттов-Форбек не побоявся залучити, озброїти і використовувати союзні тубільні племена в боротьбі з англо-саксами, тоді як ті по-імперськи «гидували» і не довіряли місцевим жителям зброї, використовуючи їх лише як носильників.
Протягом всієї Першої світової війни Великій Британії так і не вдалося знищити групу військ Німеччини на африканському театрі військових дій.

## Принципи, тактика і завдання підрозділу
Капітан Теодор фон Хіппель перейнявся самою суттю та змістом даного виду ведення війни. Офіцерам старого прусського гарту, які воювали тільки в Європі, і дотримувались кодексу честі і принципів воєнних дій ще XIX сторіччя, усі новаторства Хіппеля здалися чистою єрессю і були, де-факто, відкинуті. Чого вартувала лише ідея використання ворожої форми в спецопераціях, що йшло врозріз із тодішніми принципами ведення війни, навіть після зрушень у військовій моралі після м'ясорубок Першої світової.
Лише Канаріс розгледів прийдешні можливості нового підвиду сухопутних сил і прийняв фон Хіппеля в своє нове відомство — Абвер, і дав усе необхідне для розвитку. Гауптман почав формувати загони, відштовхуючись від наступних ідей:
- У загони набираються крім осіб німецької національності, які відповідають усім (вельми жорстким) фізичним кондиціям, фольксдойче інших країн, що володіють, відповідно, двома мовами, а також особи всіх інших національностей, які схвалювали політику рейху. Їх прийдешні завдання — використання в тилу противника в диверсійних цілях, переодягненими в форму ворога, і знаючими мову — для його дезорієнтації і дезорганізації.
- У підрозділі «Бранденбург» солдати, крім постійної лінгвістичної практики, освоюють: рукопашний бій, роботу з картою, вибухову справу, маскування на місцевості, тактику бою поодинці і малими групами, навички виготовлення фальшивих документів, тактику засідок, боротьбу з танками, досконале вивчення своєї та трофейної стрілецької зброї та багато іншого.
- Звичайно, весь обсяг цих даних важко однаково добре засвоїти одному спеціалісту, тому солдати диференціюються за здібностями, походженням, нахилами та іншими факторами. Залежно від геополітичних інтересів нацистської Німеччини формуються деколи вельми екзотичні підрозділи. Так, напередодні операції «Барбаросса» створюються, крім груп тірольців і гірських баварців, з традиційно чудовою гірничо-альпійської підготовкою, також групи солдатів, що освоїли лижі, і вміють поводитися з собачими упряжками.
- Новим у принципах роботи «Бранденбурга» стають, по суті, відмова від будь-яких гуманітарних обмежень у колишніх законах ведення війни. Можна все, що веде до результату, навіть якщо це суперечить загальнолюдській моралі. Допускається: застосування будь-яких видів зброї, тортури при допиті полонених, захоплення заручників, вбивство жінок і дітей, терор проти некомбатантіві ряд інших заходів, які виводять солдатів «Бранденбурга» з-під захисту Женевської конвенції, і навіть простих звичаїв війни. Їх практично ніколи не беруть у полон. Більш того, через якийсь час після створення, бійцям підрозділу «Бранденбург» починають видавати капсули з отрутою, щоб позбавити їх від полону.
- Також новим принципом ведення бою, який тепер використовують спецназівці усіх країн світу, стає тактика роботи в «бойовій двійці» або «робота в парі», що підвищує ефективність системи «поле бою — людина — зброя» на порядок. Двійки тренуються у взаємодії в складі підрозділу з 12 чоловік (умовно — бойове відділення). Ці відділення формуються в тактичний бойовий підрозділ із 300 чоловік — батальйон.
- Головні завдання «Бранденбурга» в умовах воєнних дій: диверсії в тилу противника, глибока розвідка, знищення комунікацій, захоплення мостів, аеродромів, бункерів, стратегічних об'єктів будь-якого рівня охорони, знищення вузлів зв'язку, ліквідація офіцерського складу високого рангу, що призводило до дезорганізації супротивника, терор проти цивільного населення (найчастіше у формі військ противника) для створення панічних настроїв та посилення хаосу, підриви залізничних шляхів, знищення складів з амуніцією, харчами, боєприпасами, здобуття «язиків» і т. д.

## Історія створення підрозділу
10 січня 1940 був сформований 800-й будівельно-навчальний батальйон особливого призначення (нім. Baulehrbataillon zb V. 800), що складався з чотирьох рот. Роти дислокувалися в чотирьох пунктах, згодом місце дислокації однієї з рот — місто Бранденбург-на-Гафелі — дало назву всьому підрозділу («Бранденбург»). Найменування «будівельно-навчальний» було присвоєно для конспірації.
1 червня 1940 батальйон був розгорнутий у 800-й навчальний полк особливого призначення «Бранденбург»  (нім. Lehrregiment Brandenburg zb V. 800), найменування «навчальний» — як і раніше для конспірації. Полк складався з трьох батальйонів, що дислокувалися роздільно — в Бранденбурзі, Відні, Дюрені.
Першим командиром полку «Бранденбург» був майор Кевіш, потім (з жовтня 1940) — майор фон Аулок, з 30 листопада 1940 — підполковник Пауль Гелінг фон Ланценауер (з березня 1942 — полковник).
Полк «Бранденбург» був безпосередньо підпорядкований 2-му управлінню зовнішньої розвідки (нім. Amt Ausland/Abwehr II) Верховного командування Вермахту, яким керував Ервін фон Лагузен.

## Бойові дії в Данії (квітень 1940)
Диверсанти з «Бранденбурга», переодягнені у цивільний одяг захоплювали 9 квітня 1940 міст у місті Мідлфарт — ключовий пункт на головній автомобільній і залізничній магістралі Данії.

## Бойові дії в Бельгії та Голландії (травень 1940)

### «Жовтий план»
Німецький удар у західному напрямку був запланований на 10 травня 1940. Наступ групи армії «В» в Бельгії і Голландії був дуже складною операцією. Трасу маршу перетинало багато річок і каналів. Існувала також небезпека, що голландці та бельгійці відкриють шлюзи морського узбережжя (як вчинили бельгійці в 1914 р.) і заллють частину країни. Тому потрібно було оволодіти двома ключовими пунктами на річці Маас. Одним із них був залізничний міст в общині Геннеп провінції Лімбург, по якому проходила головна залізнична лінія між Рурським басейном і Роттердамом. Друга мета — мости в Маастрихті між берегами Маасу і каналом Альберта. За ним йшли головні дороги та залізничні лінії з Кельна та Аахена в Антверпен і Брюссель. Останні мости були надзвичайно важливі для збереження комунікацій між сходом і заходом і північно-західною Європою. Їх охороняли гармати Ебен-Емаель — бельгійської фортеці на південний захід від Маастрихта. Ебен-Емаель вважалася найпотужнішою фортецею Європи. Німецьке верховне головнокомандування розуміло, що для захоплення непошкоджених мостів у Геннепі, Маастрихті та нейтралізації Ебен-Емаель необхідний елемент раптовості. Саме з цієї причини перше завдання доручили «Бранденбургу», а другу — парашутистам.

### Захоплення моста в Геннепі
9 травня о 23.30 невелика група командос із 3-ї роти батальйону «Бранденбург» під командуванням лейтенанта Вальтера прослизнула через кордон поблизу Геннепа. На противагу таємним операціям у Польщі всі носили німецькі мундири, за винятком двох, переодягнених у форму голландської військової жандармерії. У темряві німці наблизилися до мосту зі сходу. Коли розвиднілося, солдати в німецьких мундирах, тримаючи руки на потилиці, рушили під конвоєм озброєних «голландців». Біля голландського контрольного пункту вони вбили вартових на східній стороні моста. Вартові на західній стороні не мали поняття про те, що трапилося. Один із німців, який говорив по-голландськи, подзвонив командирові охорони західного кінця моста і поінформував його, що через хвилину два голландських жандарми і група полонених підуть у їх напрямку. Коли вони дісталися до західного кінця, з східного під'їхав німецький бронетранспортер. Німецькі солдати роззброїли голландців, перш ніж ті змогли включити вибуховий пристрій. Міст у Геннепі потрапив до рук німців непошкодженим, і незабаром танки 9-ї дивізії Вермахту пройшли по ньому в напрямку середньої Голландії.

### Захоплення моста в Маастріхті
При захопленні моста в Маастріхті до вартового на східній стороні моста підійшов чоловік у цивільному одязі і дружньо попросив дозволити йому перейти на інший бік, щоб попрощатися з товаришем. Отримавши дозвіл, чоловік пройшов по мосту і, поговоривши кілька хвилин, повернувся до вартового в супроводі свого друга. Останній застрелив вартового і бігом кинувся на інший берег річки, де роз'єднав дроти, призначені для підриву закладених мін. Перший чоловік забрав карабін вбитого вартового, не дозволяючи кому-небудь втрутитися. Узгодженість у часі виявилася вражаючою: протягом декількох хвилин хмара парашутистів приземлилася на голландських і бельгійських укріпленнях, що знаходилися на схід від моста на його голландській ділянці.
Під час агресії проти Бельгії, 10 травня 1940 диверсанти «Бранденбурга» допомагали німецьким парашутистам захопити форт Ебен-Емаель й мости. Інші групи в бельгійських та французьких мундирах провели багато актів саботажу і диверсій у Фландрії, а також в Аббервіллі, Реймсі, Парижі і Дуврі. Солдати з 4-ї роти 2-го батальйону знищили телефонну станцію і зайняли мости Берга, Урмонде, Обіхте і Штейна на каналі Юліанни, в районі міста Ситтард (Бельгія).

## Бойові дії в Югославії та Греції (квітень 1941)
2 лютого 1941 1-ша рота 1-го батальйону німецьких диверсантів розташувалася в Ольштині (Польща). Незабаром розгорнулося інтенсивне навчання майбутніх диверсійних дій на території СРСР, що тривало до 15 червня. У березні 2-й батальйон перекинули з Відня до Плоєшті (Румунія). У ніч з 5 на 6 квітня 1941 перед німецькою агресією проти Югославії і Греції солдати цього батальйону оволоділи важливим гірським перевалом «Залізні ворота» над Дунаєм, на території Югославії. Наступного дня
рота диверсантів із 2-го батальйону захопила міст на Вардарі (Греція), що допомогло танковій дивізії вермахту з ходу зайняти Салоніки. З 21 по 27 квітня 1941 командос 2-го батальйону здійснили раптовий рейд в англійський тил і захопили острів Евіа в затоці Волос. Це змусило англійців відступити через перевал у Фермопілах. 26 квітня 2-й батальйон «Бранденбурга» першим увійшов до Афін.

## Участь у війні в Радянському Союзі
Перший етап реалізації плану «Барбаросса» став зоряним часом спецпідрозділу. «Бранденбуржці» захопили сотні мостів, знищивши мінерів і групи прикриття. Підрозділ «20-60», набраний із мешканців Балтії, балтійських німців, нащадків білої еміграції та інших осіб, які розмовляли російською мовою, здійснив десятки рейдів по тилах західного фронту радянської армії, який розсипався. Одягнені у форму бійців Червоної Армії або форму співробітників НКВД, найчастіше на вантажівках ЗіС, диверсанти безкарно господарювали в радянському тилу.

### Бойові дії в першу добу вторгнення (22 червня 1941)
У ніч з 21 на 22 червня 1941 р. на територію СРСР проникла диверсійна група «Бранденбург» на чолі з лейтенантом Каттвіцем. Переодягнувшись у радянську військову форму, вони вторглися на глибину 20 км, щоб оволодіти стратегічним мостом у Бобрах і втримати його до підходу передових танкових частин вермахту. У смузі дій 123-ї піхотної дивізії диверсанти знищили радянських прикордонників. Ще до світанку на радянську територію перейшли чергові групи «Бранденбурга», переодягнені у форму радянських військ і нещадно знищували червоноармійців у районі Августово, Сувалок, Гродно, Голинок і Рудавок. Основною метою було захоплення мостів. Там, де червоноармійці виявилися напоготові, не обійшлося без втрат, хоча більшість цих акцій закінчилися успіхом. Це забезпечило блискучі успіхи вермахту в перші тижні нападу на СРСР.

### Захоплення мостів через Березіну (25—26 червня 1941)
25 червня 1941 взвод полку «Бранденбург» чисельністю 34 особи під командуванням лейтенанта Лекса був десантований у районі станції Богданове з метою захоплення і утримання двох залізничних мостів через річку Березіна, якими проходила залізнична лінія Ліда — Молодечно. План передбачав висадку десанту приблизно за одну годину до підходу німецьких танків. На підході до місця скидання парашутистів «Юнкерси»" були зустрінуті сильним зенітним вогнем, перша машина отримала пошкодження, довелося диверсантам покинути літаки раніше. Проте, зібравшись на землі, вони зуміли непомітно підійти майже впритул до мостів і раптовою атакою знищити охорону. Але тут з'ясувалося, що неподалік знаходилися 14 радянських танків і піхотна рота. Послідувала завзята боротьба за мости. Командир взводу лейтенант Лекс і четверо його солдатів загинули, 15 людей отримали поранення, решта протрималися більше 24-х годин, поки ввечері наступного дня до них не прорвалися німецькі мотоциклісти (танки, які повинні були підійти через годину після викидки, загрузли в бою з частинами Червоної Армії).
.

### Захоплення мостів через Двіну (26 червня 1941)
З метою запобігання можливості відступаючим радянським військам зайняти оборону по річці Західна Двіна, 8-ій роті полку «Бранденбург», долученій до корпусу Манштейна, було поставлено завдання захопити мости через дану річку в районі міста Двінська (Даугавпілса).
О 7 годині ранку за берлінським часом 26 червня 1941 солдати полку «Бранденбург», переодягнені у радянську військову форму, на 4 вантажних машинах під'їхали до шосейного мосту через Західну Двіну. Охорону мосту несли прикордонники (що входили в той час у систему НКВС). Вони пропустили першу машину, але друга викликала у них підозри і вони зробили спробу її зупинити. Почалася перестрілка, охорона мосту не мала наказів, як діяти в подібній ситуації і не встигла підірвати міст.
Втративши 6 чоловік убитими (в тому числі командира групи обер-лейтенанта Кнаака) і 20 — пораненими, «Бранденбуржці» захопили міст і утримували його протягом години, поки до них не підійшла група майора Вольфа, що складалася з піхотної, танкової та саперної рот. Група Вольфа переправилася по мосту через річку і з тилу захопила залізничний міст (прикордонники намагалися його підірвати, але частина зарядів не спрацювала і міст був лише пошкоджений). На 12 годину 50 хвилин за берлінським часом німці повністю зайняли Двінськ.
Захоплення підрозділом полку «Бранденбург» стратегічного моста вагомо сприяло подальшому успішному німецькому наступові і тому, що через місяць після початку війни, група армій «Північ» блокувала Ленінград.
Полк «Бранденбург» успішно застосовував також бойових аквалангістів при захопленні інших мостів. Групи, оснащені амфібійною технікою, використовувалися при десантуванні на узбережжі Чорного та Азовського морів, Балтики.

### Львівська акція (29 червня 1941)
Група армій «Південь» застосовувала «Бранденбург» у спеціальних операціях при захопленні України спільно з українським диверсійно-розвідувальним підрозділом абверу «Нахтігаль»-«Соловей».
У результаті зухвалої і добре спланованої операції, в ході якої «Бранденбургу» був переданий український «Нахтігаль», котрий використовував радянську форму і складався з солдатів, які розмовляють російською мовою — для дезорієнтації противника, Львів був захоплений 29 червня 1941 року. Прийом спрацював, радянські солдати не встигали розпізнати диверсантів, тому німецьким та українським спецназівцям вдалося практично без опору захопити ключові вузли оборони міста: електростанцію, вокзал, точки зв'язку.

### Операція «Ксенофон» (листопад 1941)
В листопаді 1941 р. в ході операції «Ксенофон» диверсанти 1-го батальйону «Бранденбург» під командуванням лейтенанта Каттвіца, переодягнені в радянську військову форму, знищили позиції батареї прожекторів на мисі Пекли, давши можливість німецькій та румунській дивізіям переправитися з Криму на Таманський півострів через Керченську протоку.

### Бойові дії (2-га половина 1941 року)
У серпні 1941 р. солдати 1-го батальйону провели 7 акцій диверсійного типу на найважливіших залізничних лініях СРСР. У жовтні 1941. 9-ту роту 3-го батальйону в радянських мундирах закинули в тил Червоної армії під Москвою з завданням оволодіти загородженнями і укріпленнями на одній із в'їзних доріг у столицю СРСР. Ця операція закінчилася провалом. Парашутисти зазнали величезних втрат.
Наприкінці 1941 р., коли стало ясно, що блискавична перемога над СРСР не вдалася, абвер ще більше розширив дії диверсійних груп у тилу Червоної Армії, особливо на Кавказі, в приволзьких степах і в Середній Азії.

### Бойові дії на Дону і Кавказі (1942)
У січні 1942 р. складена з балтійських націоналістів рота під командуванням барона фон Фелкерзама, переодягнувшись у радянську військову форму, провела ряд диверсій у тилу Червоної Армії. Зокрема, було ліквідовано штаб дивізії і захоплений міст під П'ятигорськом, який рота утримувала до підходу передових танкових частин вермахту.
В кінці червня 1942 рота охорони узбережжя з 3-го батальйону «Бранденбурга» провела диверсійну акцію, знищивши колони постачання радянських військ поблизу Керчі на Таманському півострові.
У ніч з 24 по 25 липня 1942 р. у ході важких боїв на Дону група з 1-го батальйону на чолі з капітаном Грабертом захопила і знищила 6-кілометрову греблю в дельті Дону між Ростовом і Батайськом.
У тому ж місяці група з 30 солдат 2-го батальйону була перекинута по повітрю на північний Кавказ і підірвала міст поблизу Мінеральних Вод. На тій же території рота «Бергманн» безуспішно намагалася підняти на повстання проти СРСР кавказьких горян. Цей підрозділ повністю знищили за три місяці.
У серпні 1942 в нафтовому басейні біля Грозного скинули на парашутах групу з 25 осіб під командою обер-лейтенанта Ланге, але її розстріляли ще в повітрі.
Одночасно 8-а рота з 2-го батальйону під командою лейтенанта Прохазка захопила дерев'яний міст на річці Біла під
Майкопом, викликавши сум'яття в радянських військах і позбавивши їх можливості маневрувати. Однак сам Прохазка загинув у цій операції.

### Взяття Майкопа
Влітку 1942 спецназівці «Бранденбурга» брали участь у захопленні нафтових родовищ Майкопа й «фірмово» зухвалій операції з узяття самого міста..
Підрозділ Бранденбурга-800 з 62 бійців під командуванням лейтенанта Адріана фон Фелькерзама отримала наказ проникнути в Майкоп і дезорганізувати захисників міста. Переодягнувшись у форму співробітників НКВД, на трофейних ЗіСах, солдати «Бранденбурга» проникли в Майкоп. Фон Фелькерзам, бездоганно володів російською мовою, знайшов центр оборони, користуючись перевагами, які давала йому форма офіцера радянської держбезпеки, і там дізнався інформацію про місцерозташування вузлів оборони та про ситуацію в місті. Отримавши потрібні відомості, він наказав взяти вузол зв'язку штабу оборони, тим самим позбавивши гарнізон «очей і вух». Пересуваючись по місту, фон Фелькерзам почав поширювати дезінформацію про те, що Майкоп ось-ось як буде обійдений, гарнізон відрізаний і єдине, що залишається — це залишати позиції та швидше відходити в тил. У місті, насиченому солдатами відступаючих, голодних і деморалізованих частин, ці розмови стали палаючим сірником, піднесеним до облитих бензином дров.
Піддавшись промовам диверсанта і обтяжений неможливістю зв'язатися з вищим начальством, гарнізон здригнувся, занурився в стан хаосу і втратив всяку керованість. Оборона міста посипалася. Солдати в передпанічному стані почали залишати місто, кидаючи техніку, важке озброєння, склади боєприпасів і продовольства.
Основні сили Вермахту підтяглися до стратегічно важливого міста через добу потому і взяли його практично без бою.

### Диверсії з території Фінляндії (1942)
На території Фінляндії, під Рованіємі в спеціально створеному навчальному таборі солдати з 15-ї роти «Бранденбурга» інтенсивно готувалися до диверсій у Росії. Їх цікавила стратегічно важлива залізнична лінія між Мурманськом і Ленінградом, яка служила головним шляхом постачання Червоної Армії та цивільного населення обложеного Ленінграда. При підготовці до операції використовувався фінський досвід проведення партизанської війни. Передбачалося скидати на парашутах окремі групи влітку 1942 поблизу залізниці. Диверсанти, видаючи себе за мисливців, повинні були після виконання завдання добиратися до встановлених місць, де могли сідати літаки, і повертатися на них у Фінляндію. Успіхом закінчилась тільки одна акція — в ніч з 28 на 29 серпня 1942 дві групи в радянській військовій формі досягли мурманської дороги і в двох місцях заклали міни з вібраційними підривниками, а також вибухівку з годинниковим механізмом. Решті диверсантам не пощастило — їх виявити і знищили.

## Бойові дії в Африці, Азії та Європі (вересень 1941—1943)

### Спецпідрозділи 287 та 288
1-ша і 3-тя роти 3-го батальйону полку «Бранденбург 800» були реорганізовані в спецпідрозділ за номером 287 і підпорядковані спеціальному штабу на чолі з генералом Фелмі. Цей підрозділ повинен був діяти на територіях Африки і Близького Сходу.
21 вересня 1941 в Греції організували ще одне з'єднання, призначене для шпигунства і диверсій за номером 288. Воно складалося з трьох рот.

### Афганістан
На початку липня 1941 року на територію Афганістану проникла рота «Бранденбурга» під командою лейтенанта Обердорффер. Рота видавала себе за наукову експедицію, яка обстежує прокажених. В дійсності вона виконувала шпигунську місію. Через 32 дні ця рота організувала там постійну базу з радіостанцією, що спиралася на афганських та індійських агентів і підготувала майданчика для посадки літаків.
Одночасно зарубіжна служба абверу розробила план, за яким після завоювання Кавказу німецькими військами в Індію на літаках перекинуть «Індійський легіон» для організації повстання проти Англії.

### Туніс
8 листопада 1942 на територію Тунісу перекинули по повітрю 500 чоловік з 1-го батальйону 4-го полку «Бранденбург» під командуванням капітана фон Кеніга. «Тропічна рота» діяла в англійських мундирах або в одязі бедуїнів. Вона зробила численні диверсії на лініях зв'язку і шляхах постачання англійських, американських і французьких військ. Наприклад, 28 грудня 1942 дві штурмові групи вилетіли вночі на планерах ДФС-230 з території Тунісу. Перша з них атакувала і знищила залізничний міст на річці Ваді-ель-Кібір. Група, яка летіла другим планером під керівництвом лейтенанта Хагенауера, повинна була знищити міст на північ від Касасдіна в південному Тунісі, але відразу після приземлення потрапила в полон до французів.
Наприкінці 1942 з м. Сталіне (Донбас) в Туніс перекинули «Німецько-арабський навчальний загін» з метою викликати серед арабів Північної Африки повстання проти експедиційних військ союзників. Нове формування перейменували в «Німецько-арабський легіон». Керівництво цим диверсійним підрозділом «Бранденбурга» взяв на себе майор фон Хіппель. 18 січня 1943 р. група диверсантів із Легіону на чолі з лейтенантом Луксом після 8-денного маршу досягла річки Ваді-ель-Мелах у південному Тунісі та знищила міст, по якому йшла головна лінія постачання англо-американських військ у Північній Африці.
14 лютого 1943 у Північній Африці, в районі Сіді Боу Сід диверсанти, керовані капітаном фон Кенігом, провели ряд раптових нічних атак на укріплені позиції американців. Були захоплені 700 полонених. Після капітуляції німецьких сухопутних сил в Африці 12 травня 1943 підрозділ «Бранденбург» і його командир фон Кеніг не підкорилися наказу про капітуляцію і через Середземне море дісталися до Південної Італії.

### Югославія
У січні 1943 частина 4-го полку «Бранденбург» направили в район Банья Лука на території Югославії для боротьби з партизанами, 2-й полк використовували з тією ж метою в Чорногорії.
В районі Уровіца між «Бранденбургом» і командиром сербських четників Михайловичем було підписано угоду про співпрацю у війні проти комуністичних партизан Тіто. Відповідно до цієї угоди організували складений із сербів «Чорногорський легіон», включений у «Бранденбург».

### Греція
З 12 по 15 листопада 1943 у ході операції «Леопард» німецькі парашутисти і командос захопили грецький острів Лерос. Брали участь сили морських десантників і повітряно-десантні підрозділи, 1-й батальйон 2-го парашутного полку, рота парашутистів з 1-го батальйону і 3-й батальйон з 1-го полку «Бранденбурга». Після 3-х денних боїв англійський гарнізон, який налічував 8000 чоловік, капітулював. Це був останній успіх німецьких парашутистів, чому великою мірою сприяли «бранденбуржці».

## Розвиток підрозділу
20 листопада 1942 полк «Бранденбург» був переформований у особливий загін «Бранденбург» (нім. Sonderverband Brandenburg), у складі п'яти загонів (кожен — з трьох батальйонів). Командир — полковник Пауль Гелінг фон Ланценауер (помер від хвороби 8 лютого 1943), потім — генерал-майор Александер фон Пфульштайн.
1 квітня 1943 особливий загін «Бранденбург» був перейменований у дивізію «Бранденбург», у складі 5 полків (з них один — навчальний). У той же день дивізія «Бранденбург» була виведена з підпорядкування Абвера і передана в підпорядкування Верховного командування сухопутних сил. З 10 квітня 1944 — дивізією командував генерал-лейтенант Фрідріх Кюльвайн.
Наприкінці травня 1944 велика частина особового складу «Бранденбурга» добровільно вступила в штурмові групи служби безпеки, якими командував оберштурмбанфюрер СС Отто Скорцені.
15 вересня 1944 — переформування в танково-гренадерську дивізію «Бранденбург» (нім. Panzer-Grenadier-Division Brandenburg), у складі двох єгерських полків, протитанкового батальйону, батальйону зв'язку та запасного батальйону. Дивізія була включена до складу 68-го армійського корпусу, який у складі бойової групи «Кульвейн» боровся з партизанами на Балканах (в Хорватії). З лютого 1945-го — у складі корпусу «Велика Німеччина» (на річці Одер). Навесні 1945 року до складу дивізії додали танковий полк, артилерійський полк і розвідбатальйон. З 16 жовтня 1944 року дивізією командував генерал-майор Герман Шульте-Гойтгаус.
Таким чином, диверсійна група, що починала колись із батальйону, збільшилася в кілька разів, розмінюючись при цьому на видиме погіршення якості особового складу. Це було обумовлено вибуванням кадрів, що пройшли суворе вибракування і навчених потрібну кількість часу по повній програмі, і заміною їх практично звичайними військовослужбовцями, що пройшли прискорене навчання, або не навчених зовсім. Як наслідок, «Бранденбург» все більше і більше використовувався як елітне, але все-таки «польове» формування проти військ Червоної Армії і союзників, а з навичок спецназу все частіше і частіше застосовувалися лише знання вибухової справи для знищення мостів, будівель і взагалі для проведення тактики «випаленої землі».

## Командири
- Гауптман/майор, доктор права Теодор фон Гіппель (10 жовтня 1939 — 12 жовтня 1940)
- Майор Губертус фон Аулок (12 жовтня — кінець жовтня 1940)
- Оберстлейтенант Пауль Гелінг фон Ланценауер (30 листопада 1940 — 12 лютого 1943)
- Генерал-майор Александер фон Пфульштайн (12 лютого 1943 — 10 квітня 1940)
- Генерал-лейтенант Фріц Кюльвайн (10 квітня — 20 жовтня 1944)
- Генерал-майор Герман Шульте-Гойтгаус (20 жовтня 1944 — 10 травня 1945)

## Нагороджені вищими нагородами

### Лицарський хрест Залізного хреста (19)
- Оберлейтенант Вільгельм Вальтер — командир ударного загону 4-ї роти (24 червня 1940)
- Оберлейтенант резерву Зігфрід Граберт — командир зондеркоманди (10 червня 1941)
- Лейтенант резерву барон Адріан фон Фелькерзам — ад'ютант штабу 1-го батальйону (14 вересня 1942)
- Лейтенант резерву Ернст Прохашка — як командир 8-ї роти (16 вересня 1942)
- Оберлейтенант Ганс-Вольфрам Кнак — командир 8-ї роти (3 листопада 1942, посмертно)
- Лейтенант резерву Вернер Лау — командир взводу 5-ї роти (9 грудня 1942)
- Оберлейтенант резерву Ергард Ланге — командир роти і зондеркоманди ОКВ закордонного управління абверу (15 січня 1943)
- Оберлейтенант Карл-Гайнц Естервіц — командир 7-ї роти (30 квітня 1943)
- Гауптман Фрідріх фон Кенен — командир 3-го батальйону 4-го полку «Бранденбург» (16 вересня 1943)
- Оберлейтенант резерву Макс Вандрей — командир 11-ї роти 1-го єгерського полку «Бранденбург» (9 січня 1944)
- Гауптман резерву Курт Штайдль — виконувач обов'язків командир 1-го батальйону 2-го єгерського полку «Бранденбург» (26 січня 1944)
- Гауптман Дітріх Віцель — командир 202-ї фронтової розвідувальної команди (12 грудня 1944)
- Оберст Еріх фон Брюкнер — командир 1-го єгерського полку «Бранденбург» (11 березня 1945)
- Оберлейтенант Еккарт Афельдт — командир 2-го батальйону 2-го єгерського полку «Бранденбург» (14 квітня 1945)
- Оберлейтенант резерву Еріх Резеке — командир 9-ї роти 1-го єгерського полку «Бранденбург» (14 квітня 1945)
- Лейтенант резерву Гельмут фон Ляйпціг — командир взводу танково-розвідувального дивізіону «Бранденбург» (28 квітня 1945)
- Майор Вільгельм Бреккергофф — командир танково-артилерійського полку «Бранденбург» (8 травня 1945)
- Гауптман Фрідріх Мюллер-Рохгольц — командир танкового штурмового інженерного батальйону «Бранденбург» (8 травня 1945)
- Майор Вернер Фосгаге — командир зенітного дивізіону «Бранденбург» (8 травня 1945)

### Лицарський хрест Залізного хреста з дубовим листям (3)
- Гауптман резерву Зігфрід Граберт — командир 8-ї роти (№320; 6 листопада 1943, посмертно)
- Оберстлейтенант Карл-Гайнц Естервіц — командир 2-го єгерського полку «Бранденбург» (№734; 10 лютого 1945)
- Майор резерву Макс Вандрей — командир 2-го батальйону 1-го єгерського полку «Бранденбург» (№787; 16 березня 1945, посмертно)

### Лицарський хрест Хрест Воєнних заслуг із мечами (1)
- Фанен-юнкер-обервахмістр Ріхард Фолькманн — дальній розвідник 623-ї роти дальньої розвідки і зв'язку. (12 серпня 1944)

## Галерея

Шеврони та інша атрибутика різних підрозділів Бранденбург 800